# Kaliforniai birkafejű hal
A kaliforniai birkafejű hal (Semicossyphus pulcher) a sugarasúszójú halak (Actinopterygii) osztályához, a sügéralakúak (Perciformes) rendjéhez és a ajakoshalfélék (Labridae) családjához tartozó, a Semicossyphus nembe sorolt faj. A Csendes-óceán keleti részén őshonos.

## Előfordulása
A kaliforniai birkafejű hal előfordul 6-30 méteres mélységben a Monterrey-öböltől a Kaliforniai-öbölig. Mexikóban "vieja" (öreg hölgy), vagy "vieja de California" néven ismert és kedvelt halcsemege.

## Megjelenése
A hímek feje, valamint farokúszója fekete, az állkapcsa fehér és a teste szalagszerűen piros színű. A nőstények színe rózsaszín és fiatalabb korában a színezete világosabb. A faj sajátossága, hogy a kaliforniai birkafejű halak ikrásnak születnek és amikor elérik a 40-50 centiméteres nagyságot, akkor váltanak nemet. De ezt az átváltozást befolyásolhatják a környezetei hatások, mint például a táplálkozásuk is.

## Életmódja
Általában hínár erdőkben vagy sziklás zátonyok környékén fordul elő. Tengerisünökkel, apró rákokkal és kagylókkal táplálkozik.

## Fordítás
- Ez a szócikk részben vagy egészben  a   California sheephead című angol Wikipédia-szócikk ezen változatának fordításán alapul.  Az eredeti cikk szerkesztőit annak laptörténete sorolja fel. Ez a jelzés csupán a megfogalmazás eredetét és a szerzői jogokat jelzi, nem szolgál a cikkben szereplő információk forrásmegjelöléseként.